# Rannsjön, Härjedalen
Rannsjön är en sjö i Härjedalens kommun i Härjedalen och ingår i Ljusnans huvudavrinningsområde. Sjön har en area på 0,964 kvadratkilometer och ligger 627 meter över havet. Sjön avvattnas av vattendraget Rånden.

## Delavrinningsområde
Rannsjön ingår i det delavrinningsområde (691293-136114) som SMHI kallar för Utloppet av Rannsjön. Medelhöjden är 742 meter över havet och ytan är 10,27 kvadratkilometer. Räknas de 22 avrinningsområdena uppströms in blir den ackumulerade arean 145,61 kvadratkilometer. Rånden som avvattnar avrinningsområdet har biflödesordning 2, vilket innebär att vattnet flödar genom totalt 2 vattendrag innan det når havet efter 328 kilometer. Avrinningsområdet består mestadels av skog (74 procent) och kalfjäll (13 procent). Avrinningsområdet har 0,96 kvadratkilometer vattenytor vilket ger det en sjöprocent på 9,4 procent.